# بريمه رزاق
بريمه رزاق (بالإنجليزية: Brimah Razak)‏ (مواليد 22 يونيو 1987 في أكرا، غانا) هو لاعب كرة قدم غاني يلعب حاليًا لصالح نادي ميرانديز الأسباني.

## المسيرة الدولية

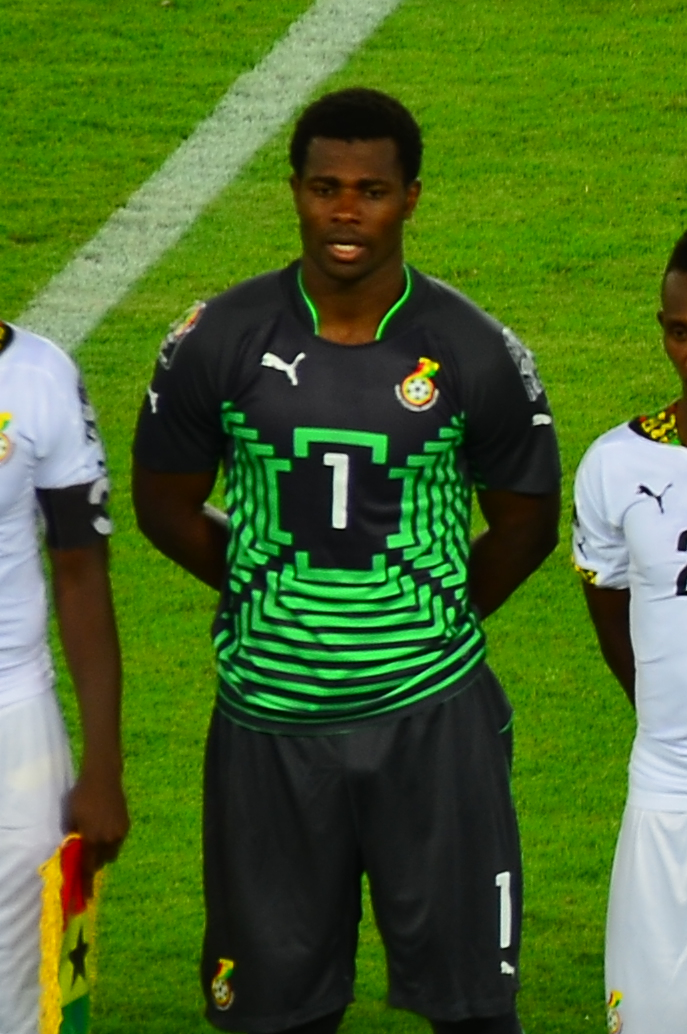
بريمه رزاق 2015

لعب رزاق مباراته الدولية الأولى مع منتخب غانا يوم 14 أغسطس 2013، حيث شارك في المباراة الودية أمام منتخب تركيا والتي انتهت بالتعادل بنتيجة 2–2. كما شارك مع منتخب غانا في كأس الأمم الأفريقية 2015 كأساسي حتى المباراة النهائية. وفيها أضاع رزاق ركلة الجزاء التي أهدت اللقب لمنتخب ساحل العاج بنتيجة 8–9 في ركلات الترجيح.

## الألقاب

### المنتخب
كأس الأمم الأفريقية
- - الوصيف (1): 2015

## روابط خارجية
- صفحة اللاعب على Zerozero[وصلة مكسورة]
- صفحة اللاعب على ForaDeJogo
- صفحة اللاعب على BDFutbol
- صفحة اللاعب على Futbolme (بالإسبانية)
- بريمه رزاق على موقع قاعدة بيانات كرة القدم.إي يو (الإنجليزية)
- بريمه رزاق على موقع ناشيونال فوتبول تيمز (الإنجليزية)
- بريمه رزاق على موقع Soccerbase.com (لاعب) (الإنجليزية)
- بريمه رزاق على موقع Soccerway.com (الإنجليزية)
- بريمه رزاق على موقع AS.com (الإسبانية)
- صفحة اللاعب على سوكرواي